# Ô tô mui trần
Ô tô mui trần (tiếng Anh: convertible hay cabriolet) là loại ô tô mà phần mái che phía trên có thể đóng mở tùy ý. Tùy vào từng hãng xe mà cách đóng mở mui sẽ khác nhau.
Mui xe gồm một khung kim loại có thể co gập và mái che bằng vải chuyên dụng. Một số hãng xe khác lại sử dụng mui cứng theo kiểu thu gọn vào trong, làm bằng kim loại hoặc nhựa. Ngoài ra cũng có nhiều loại mui xe có thể tháo rời tuỳ ý người dùng.
Thiết kế xe mui trần cho người dùng trải nghiệm lái xe thông thoáng hơn, tuy nhiên theo thời gian, độ bền cấu trúc xe có thể giảm đi, đòi hỏi kỹ thuật và bảo trì để đáp ứng cơ chế đóng mở thường xuyên.

## Lịch sử
Trong giai đoạn đầu, hầu hết ô tô đều không có mái che, tới khoảng cuối thế kỷ 19 khi ngành công nghiệp xe bắt đầu phát triển, người ta thiết kế ra các loại mái, mui bằng vải, vải da cho xe. Những kiểu xe đầu tiên có mái có thể kể đến như phaeton (xe ngựa bốn bánh có mái rời), brougham (độc mã bốn bánh) hay coupé de ville (xe bốn bánh kiểu cũ với người lái). Trong khi đó các kiểu xe khác cùng thời như sporting roadster vẫn để trần hoặc lắp thêm mái gập và rèm che hai bên.